# Баньйос-де-Ріоха
Баньйос-де-Ріоха (ісп. Baños de Rioja) — муніципалітет в Іспанії, у складі автономної спільноти Ла-Ріоха. Населення — 93 осіб (2009).
Муніципалітет розташований на відстані близько 240 км на північ від Мадрида, 41 км на захід від Логроньйо.

## Демографія
Динаміка населення (INE ):

## Галерея зображень

Розташування муніципалітету
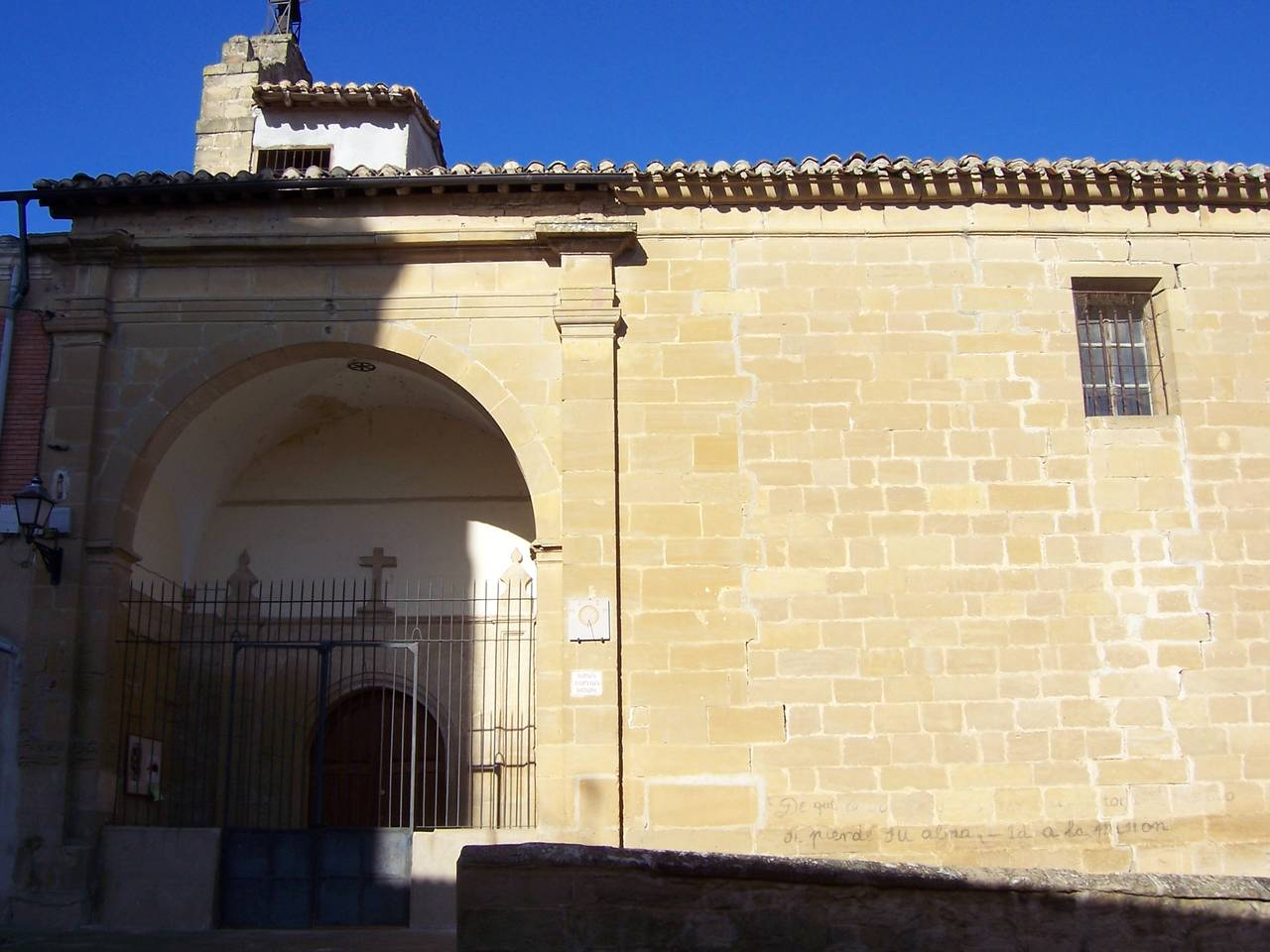
Парафіяльна церква Ла-Магдалена